# Ptochophyle zearia
Ptochophyle zearia là một loài bướm đêm trong họ Geometridae.